# Лотфі Алі Шах
Лотфі Алі Шах (*لطفعلى خان زند, бл. 1769  —1794) — шах Ірану в 1789-1794.

## Життєпис
Походив з династії Зандів. Син Джафар Шаха, векіль ад-дауда (уповноваженого держави) Ірану (де-факто шаха). Молоді роки провів разом зі своїм батьком. З 1785 року брав участь у походах проти каджарів в юоях за Ісфаган. Деякий час був сардаром Лурістана та Кермана.
У 1789 році після вбивства батька Сайєдом Мурад Ханом, який оголосив себе володарем. Лотфі Алі швидко рушив на Шираз, фортецю якого захоплено через 4 сяця. За наказом Лотфі Алі було страчено Сайєда Мурад Хана, а сам став володарем Ірану.
Незабаром був вимушений відбивати напад Ага Мохаммеда-хана Каджара, який планував використати розгардіяш серед Зандів для захоплення південного Ірану. У битві біля Ширазу Лотфі Алі Шах зазнав поразки, проте зберіг військо й зумів захистити Шираза. Тому каджари відступили на північ.
У 1790 вимушений виступити проти сардара Кермана, який повстав проти Зандів. Проте військо володаря зазнала величезних втрат через низьку температуру, заморозі, хурделицю.
У 1791 рушив на Ісфаган, плануючи його відвоювати, але в його відсутності повстав Хаджі-Ібрагім, калантар Ширазу. Спроба Лотфі Алі Шаха відвоювати столицю вичвилося невдалими, частина війська перейшла на бік заколотників. Тому володар відступив до Бушера, який вдалося зайняти після облоги.
Зміцнившись, рушив на Шираз, де двічі переміг каджарів на чолі із Мустафою Кулі-ханом, який прийшов на запрошення калантара Хаджі-Ібрагіма. У вирішальній битві біля руїн Персеполя в перший день Лотфі Алі переміг Ага Мохаммед-хана Каджара, проте допустив прорахунок, не дозволивши зайняти ворожий табір, вважаючи ворога переможеним. Втім Ага Мохаммед-хан в цей час перебував в таборі. наступного дня він перегрупував свої війська й завдав поразки Лотфі Алі Шаху. Родину Лотфі Алі було відправлено до Тегерану.
Слідом за цим у 1792 втік до Табасу, який намагався перетворити на базу для подальшої боротьби. У липні того ж володар спробував захопити Шираз, але каджарська залога відбила напад. У 1793 рушив до Кандагару, де сподівався на підтримку місцевого володаря Тимур-Шаха Дуррані.
В цей момент його підтримали племена біля Баму і Нардашира. На початку 1794 зумів захопити Керман. Тут його взяв в облогу, що велася доволі запекло. Розгніваний Ага Мохаммед-хан наказав каструвати старшого сина Лотфі Алі — Фатуллах-хана. Лише внаслідок зради каджари змогли увірватися до міста, де протягом 3 годин війська Зандів чинили спротив, а Лотфі Алі зрештою змін прорватися з Кермана та рушити до Баму.
Ага Мохаммед-хан Каджар, намагаючись залякати усіх можливих прихильників Зандів, наказав зруйнувати Керман, чоловіків вбити або засліпити, жінок і дітей продано у рабство. В цей час Лотфі Алі Шаха після 14-годинного бою було схоплено правителям Баму, який розраховував врятувати брата, який потрапив у полон в Кермані.
Лотфі Алі Шаха було доправлено до Тегерану, де засліплено. Протягом 3 годин його катували, поки він не помер (за іншими відомостями — задушено). Гідність з якою тримався Лотфі Алі під час цього викликало велику повагу до нього у сучасників. Його дружину було зґвалтовано, а доньок віддано заміж до ремісників і селян. З цим династія Зандів припинила своє існування й постала династія Каджарів.

## Пам'ять
На честь Лотфі Алі Шаха назва вулицю в Ширазі.